# Fins Olympisch Kruis van Verdienste

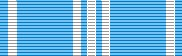
Fins Olympisch Kruis van Verdienste

Het Finse Olympische Kruis van Verdienste (Fins: Suomen Olympialainen ansioristi) werd in 1951 ingesteld om de verdiensten voor de in Helsinki georganiseerde vijftiende Olympische Spelen te belonen.
De onderscheiding werd in twee klassen verleend. De Eerste Klasse droeg het kruis aan een lint om de hals, de Tweede Klasse aan een lint op de linkerborst.

Het kleinood is een gouden, wit geëmailleerd vijfarmig kruis met tien punten. Op het kruis zijn de vijf ineengestrengelde ringen van de Olympische beweging in goud gelegd.

Boven het kruis is de olympische vlam aangebracht en in de armen van het kruis staan vier gestileerde dennetakken en, onderaan, een gouden heraldische Finse leeuw.

Het lint is blauw met een witte bies en drie witte strepen in het midden.
Aan de onderscheiding is ook een medaille, de Herinneringsmedaille ter gelegenheid van de XVe Olympiade te Helsinki verbonden. Deze medaille werd aan Prins Bernhard der Nederlanden toegekend. Zie de Lijst van onderscheidingen van Bernhard van Lippe-Biesterfeld.